# Leucophora nudigrisella
Leucophora nudigrisella este o specie de muște din genul Leucophora, familia Anthomyiidae, descrisă de Fan în anul 1986.
Este endemică în Sichuan. Conform Catalogue of Life specia Leucophora nudigrisella nu are subspecii cunoscute.